# Циклотіазид
Циклотіазид (Ангідрон, Аквірель, Добуріл, Флюїділ, Реназід, Тензодіурал, Валміран) - речовина бензотіазидового ряду з діуретичними та антигіпертензивними властивостями. Вперше синтезована та виведена на ринок США в 1963 році компанією Eli Lilly; в наступному був виведений як медичний препарат також на ринки ЄС та Японії. Споріднені препарати - діазоксид, гідрохлоротіазид, хлоротіазид.
В 1993 році було показано, що циклотіазид є позитивним алостеричним модулятором АМРА-рецептора, здатним нівеліювати або істотно зменшувати рецепторну десенситизацію, та збільшувати глутамат-індуковані сигнали між нейронами аж до 18-ти разів при використанні концентрацій порядку 100 μМ/L. Окрім того, в 2003 році було продемонстровано, що циклотіазид також є негативним алостеричним модулятором ГАМКА-рецептора, тобто речовиною, що придушує тормозну нервову передачу. При дослідах на тваринах in vivo циклотіазид виявляє властивості потужного конвульсанта, суттєво підвищуючи епілептиформну активність та провокуючи судоми, але не призводячи до загибелі нейронів внаслідок екситотоксичності.